# 26 v. Chr.
Portal Geschichte | Portal Biografien | Aktuelle Ereignisse | Jahreskalender | Tagesartikel

◄ |
2. Jahrhundert v. Chr. |
1. Jahrhundert v. Chr. |
1. Jahrhundert |
►

◄ | 40er v. Chr. | 30er v. Chr. | 20er v. Chr. | 10er v. Chr. |
0er v. Chr. |
►

◄◄ | ◄ | 29 v. Chr. | 28 v. Chr. | 27 v. Chr. | 26 v. Chr. |
25 v. Chr. |
24 v. Chr. |
23 v. Chr. |
► |
►►
Staatsoberhäupter

## Ereignisse

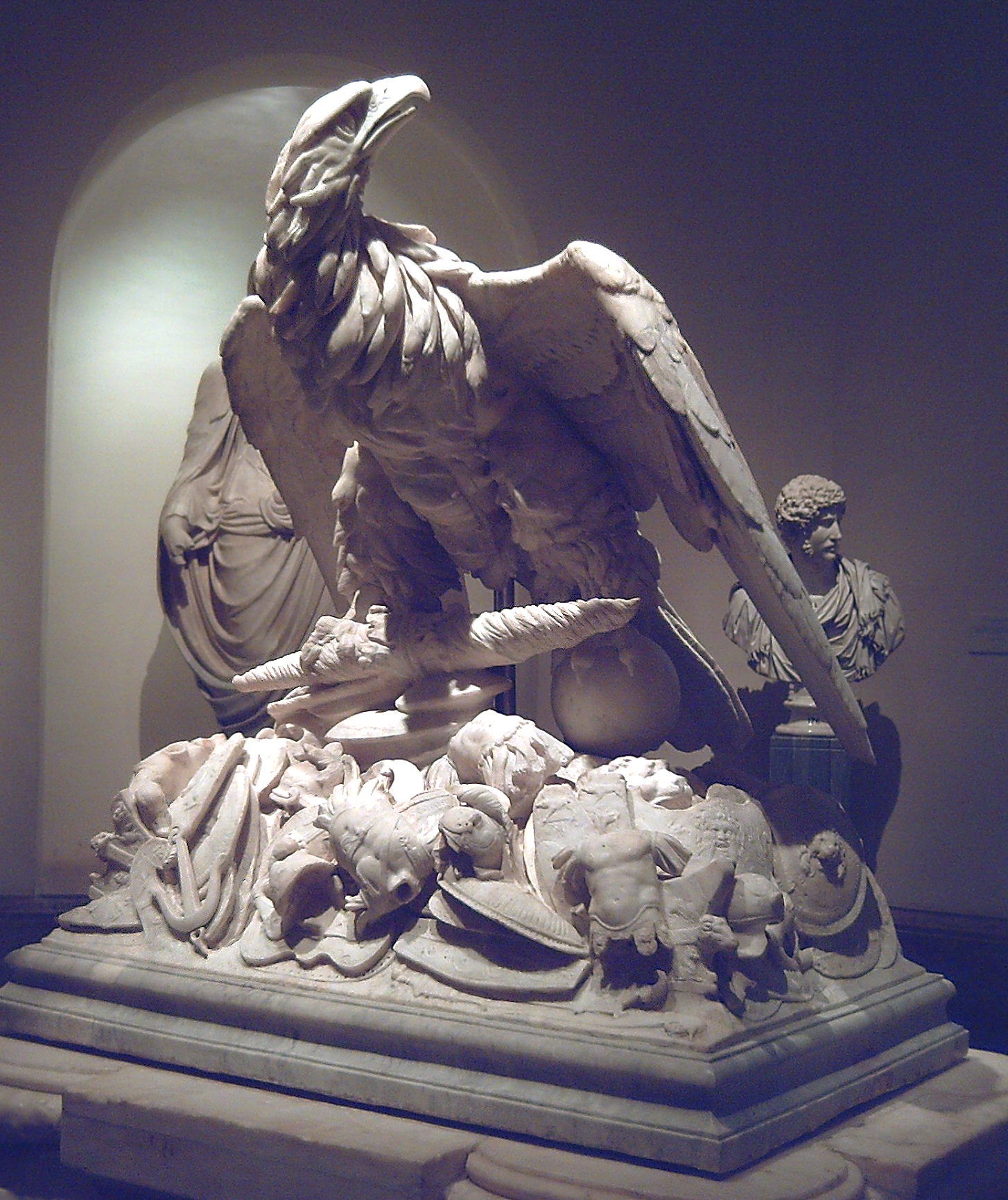
Aquila auf einem Monument aus der Villa des Generals Marcus Valerius Messalla Corvinus

- Augustus erhebt vor einem Feldzug nach Spanien seinen Vertrauten Marcus Valerius Messalla Corvinus zum praefectus urbi (Stadtpräfekt) von Rom. Der Römische Senat ist empört und er muss bereits nach sechs Tagen Amtszeit zurücktreten.

- 26, 25 oder 24 v. Chr.: Altes Südarabien: Aelius Gallus, römischer Präfekt in Ägypten, führt auf Augustus’ Befehl ein Expeditionskorps nach Arabia Felix, die Belagerung von Ma'rib und damit das Unternehmen scheitert jedoch.

## Geboren
- um 26 v. Chr.: Publius Petronius, römischer Politiker († nach 46 n. Chr.)

## Gestorben
- um 26 v. Chr.: Cornelius Nepos, römischer Historiker (* um 100 v. Chr.)